# 马来西亚国家新闻社
马来西亚国家新闻社（简称马新社）是马来西亚政府旗下官方通讯社，依《1967年国会法令》成立，1968年5月20日开始运作，是马来西亚通讯及多媒体部辖下的自治机构。

## 摘要
马新社总部大楼坐落于吉隆坡国家图书馆附近的敦拉沙路，全国各州均设有分社，并在雅加达、新加坡和曼谷派驻记者。大部分马来西亚、新加坡和国际新闻机构皆订阅了马新社。
马新社自1998年9月启用了音像部门并开始使用视听媒体报导新闻。它还拥有自己的广播和电视频道。马新社广播，是一个24小时的新闻和谈话广播电台，目前在吉隆坡或巴生谷93.9 FM和新山107.5 FM 能收听。马新社新闻台分别在Astro,UniFi和 Myfreeview的502频道,631频道和121频道提供马来语、英语、中文和泰米尔语新闻。

## 组织

### 管理层
马新社拥有一个由最高元首委任的五人“监督委员会”，负责监督马新社运作，确保其运作符合法令的宗旨及规定。
马新社的管理工作则由“理事会”带领，理事会的成员包括了6名政府代表及6名不同报社的代表，还有一名不属任何一方的主席，此外，政府及报社也各有一名候补代表。上述所有成员也是由最高元首委任。
理事会所制定的方针及决策，则交由一个以“总经理”为首的“管理委员会”负责执行。

### 分社与人员
马新社在马来西亚全国各州均有分社，总社加上各主要市镇的编采人员超过300人。此外，在新加坡及印尼雅加达也有常驻通讯员。

### 其它
马新社中文网在2004年6月成立，以作为马来西亚政府及华人社会的沟通桥梁，并协助马新社开拓中文市场。除了马来语、英语及中文之外，马新社还设有西班牙语及阿拉伯语网页。

## 评价
马来报《每日新闻》评价称，马新社作为一家新闻机构的遗产，其标志在其“打击外国通讯社发布的负面新闻”的关键作用。1967年在提出马新社组建法案并随后批准的情况下，时任信息和广播部长塞努·阿都拉曼（Senu Abdul Rahman）向公众保证，马新社不会被“用作宣传工具”。1968年，时任马新社总经理赛再纳阿比丁（Syed Zainal Abidin）表示，该媒体不是政府的喉舌，同时指出马新社“将客观、公正地报道新闻”。1983年8月，时任首相马哈迪·莫哈末表示马新社是新闻政策的重要组成部分，同时强调这对于加强马新社至关重要，以便能够“处理自己的信息需求”。2008年，新闻部长阿末沙比里对马新社的报道风格表示赞赏，这种风格为包括反对党在内的各方所接受。

## 争议与事件
2005年8月4日，《马新社》报导指马华公会青年团署理总团长候选人卢诚国在马华前总会长林良实的儿子林熙隆表态竞选署理总团长一职后，将会转换策略攻打马青总团长宝座。对此卢诚国接受《当今大马》访问时表示：“（出现这样的传言）是因为有人要混水摸鱼，通过散播谣言来达到本身的利益。”
2008年7月29日，马华公会前总会长林良实指《马新社》引述其谈话指不支持女性领导政党是错误及具误导性的。他说，他是第一位倡议修改马华党章，规定每个区会必须保留一个中央代表职给妇女，以及倡议保留30％官职给妇女的马华总会长。林良实也说：“我在担任马来西亚交通部长期间，也提拔妇女出任巴生港务局总经理、提升妇女出任部门秘书长。所以，我怎么会否定妇女的领导角色？”